# Schizogyne sericea
Schizogyne sericea é uma espécie de planta com flor pertencente à família Asteraceae. 
A autoridade científica da espécie é (L.f.) DC., tendo sido publicada em Prodr. (A. P. de Candolle) 5: 473. 1836.

## Portugal
Trata-se de uma espécie presente no território português, nomeadamente no Arquipélago da Madeira.
Em termos de naturalidade é endémica da Região Macaronésia.

## Protecção
Não se encontra protegida por legislação portuguesa ou da Comunidade Europeia.